# Repubblicani radicali
I Repubblicani radicali (in inglese Radical Republicans) furono una fazione politica interna al Partito Repubblicano statunitense attiva approssimativamente dal 1854 al 1877. Si contraddistinguevano per la richiesta di un'immediata abolizione della schiavitù e, nel periodo successivo al conflitto civile, promossero riforme volte al migliorare la condizione degli ex-schiavi.

## Storia
Nel periodo storico che vede attivi i Repubblicani Radicali, il Partito Democratico era diviso fra i sostenitori intransigenti dello schiavismo (principalmente nel Sud) e coloro i quali non erano antischiavisti, ma erano aperti a compromessi sulla questione schiavista nei nuovi Stati dell'ovest (principalmente nel Nord). Nell'aria aleggiava quindi il pensiero di un compromesso, o comunque un'opposizione decisa, ma non radicale allo schiavismo volta soprattutto ad evitare l'espansione del fenomeno anche nei nuovi Stati dell'ovest (come fecero i membri del Partito del Suolo Libero). I Repubblicani più intransigenti assunsero allora l'appellativo di radicali, poiché sostenevano un'immediata abolizione della schiavitù da effettuarsi senza compromessi.
In seguito alla fine del conflitto civile, nato in seguito alla secessione degli Stati del sud come reazione alle politiche abolizioniste del neoeletto presidente Abramo Lincoln, i Repubblicani radicali furono in prima linea nella lotta per il riconoscimento dei diritti civili agli ex-schiavi e per attuare la piena emancipazione di questi. La reazione violenta della popolazione degli Stati nel sud nei confronti degli schiavi liberati nel 1866 rese più forti le posizioni di coloro i quali sostenevano la necessità di prendere provvedimenti decisi. I Repubblicani radicali promossero quindi, tramite il Congresso, il quattordicesimo emendamento e le protezioni legali dei diritti civili degli ex schiavi. Fecero inoltre sì che gli ufficiali del disciolto Esercito confederato perdessero la possibilità di recuperare potere politico e lottarono affinché il voto degli ex-schiavi avesse la stessa valenza dei voti dei bianchi.